# フランシス・スコット・キー

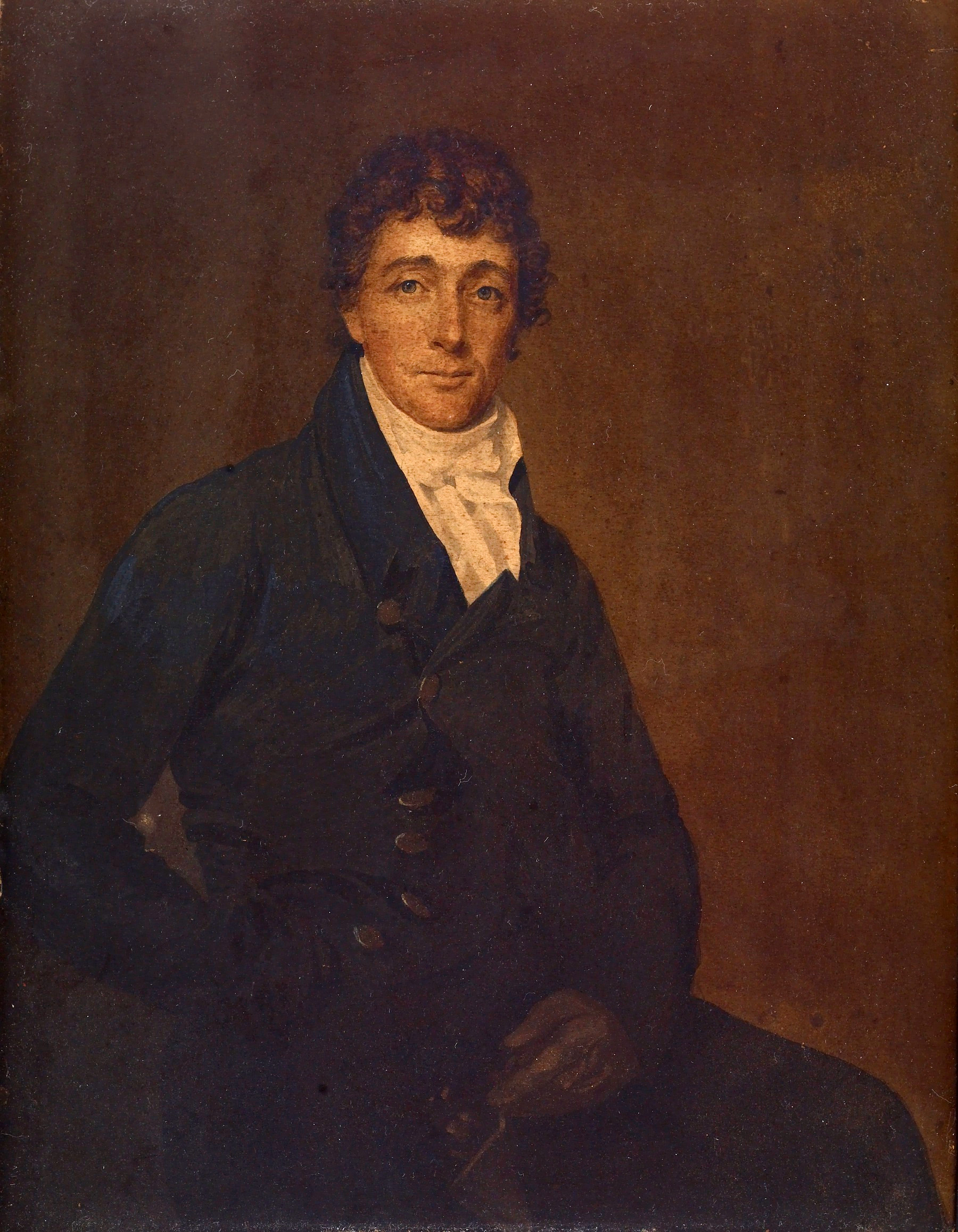
フランシス・スコット・キー

フランシス・スコット・キー（Francis Scott Key, 1779年8月1日 – 1843年1月11日）はアメリカ合衆国の弁護士であり、アメリカ合衆国の国歌である"The Star-Spangled Banner"（星条旗）の歌詞を書いた、アマチュアの詩人。

## 生涯
法律家、アメリカ大陸軍（独立戦争時）将校のジョン・ロス・キー（John Ross Key）の息子として、メリーランドに生まれる。セント・ジョンズ・カレッジ（St. John's College, Annapolis）を卒業。
米英戦争の折、キーはメリーランドのボルチモア港のマクヘンリー砦攻防戦の最中、イギリス船に拘束された。夜明けに星条旗がまだはためいていたのを見て奮い立ち、合衆国の勝利を祝う詩を書き上げた。なお、フランシス・スコット・キーは、音楽に関して秀でた才能を発揮したことはなく、これ以前に歌詞として作詞をしたこともない。
彼の詩『マクヘンリー砦の守り』（The Defence of Fort M'Henry）は後にイギリス人作曲家のジョン・スタフォード・スミスによって作曲された「天国のアナクレオンへ」（Anacreon in Heaven）の歌詞として添えられた。当時は、単に「星条旗」（The Star-Spangled Banner）という歌として知られただけである。1931年にアメリカ合衆国の国歌に採用された。
メリーランド州、フレデリックのマウント・オリヴェット墓地（Mount Olivet Cemetery）に眠る。

## 奴隷制支持と、歌詞三番の「差別性」への批判
キーは奴隷制度の熱烈な支持者としても知られており、何人もの奴隷を使っていた記録が残っている。また歌詞の3番に「金で寝返った者や奴隷に避難する場所はない」という箇所があり、これは比喩的な意味というより、米英戦争で自由を求めて英軍側で闘った黒人奴隷のことを指しているとして、国歌にふさわしいのかとの議論が一部にある。

## キーの子孫
キーの一族にはスコット・フィッツジェラルドがいる。直系の子孫としては1960年代にスタイリストとして知られたポーリン・ド・ロスチャイルド（Pauline de Rothschild）や、雑誌『ヴォーグ』の編集長ダイアナ・ヴリーランド（Diana Vreeland）、ギタリストのダナ・キー（Dana Key）がいる。

## フランシス・スコット・キー橋
彼を称え、ワシントンD.C.とボルチモア港の外側に、それぞれ、「フランシス・スコット・キー橋」という名の橋が架けられている。しかし、ボルチモア港の橋は、2024年3月26日、橋脚に貨物船が衝突して崩落した。